# Langewiesen
Langewiesen település Németországban, azon belül Türingiában.  Langewiesen Neustadt am Rennsteig és Frauenwald községekkel határos.

## Népesség
A település népességének változása: